# Valbarhetsålder
Valbarhetsålder, den åldersgräns vid vilken en person kan väljas till politiskt uppdrag, till exempel att vara ledamot i riksdagen eller ledamot i kommunfullmäktige. I Sverige är valbarhetsåldern samma som rösträttsåldern, medan det krävs att man uppnått 35 års ålder innan man kan väljas till USA:s president.